# Parafia Wniebowzięcia Najświętszej Maryi Panny w Białej
Parafia Wniebowzięcia Najświętszej Maryi Panny w Białej jest rzymskokatolicką parafią dekanatu Biała diecezji opolskiej. Parafia została utworzona około 1285 roku. Kościół został zbudowany w XIV wieku. Mieści się przy ulicy 1 Maja.